# لیکویان زمینی
لیکویان زمینی (نام علمی: Pellorneidae) نام یک تیره از راسته گنجشک‌سانان است.